# Outspace Game

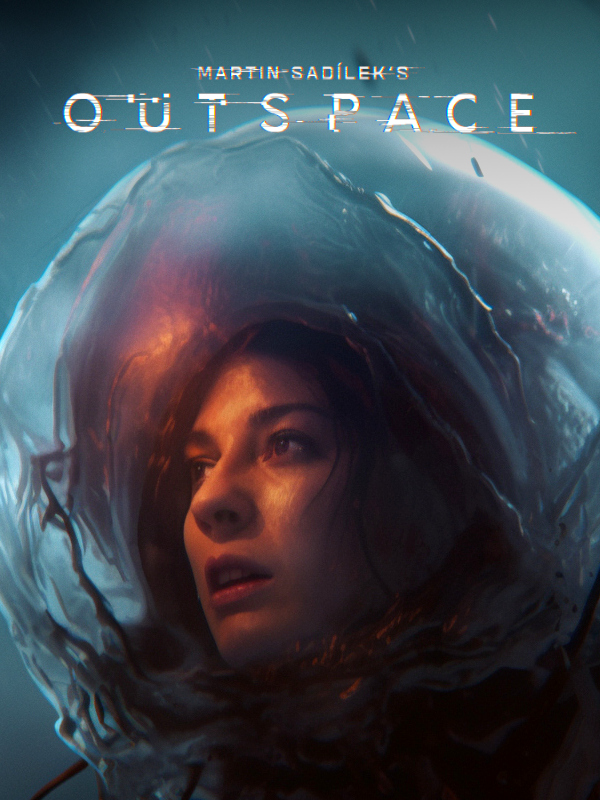
Box-Art Outspace Game 2025

Outspace je česká 3D online hra, vyvíjená od roku 2015.
Outspace byla první českou HTML5 MMO hrou pro internetový prohlížeč. Kombinuje prvky vesmírné MMO (Massively Multiplayer Online) a karet. Hra nabízí persistentní sdílený vesmír, kde si hráči mohou budovat dlouhodobá útočiště.
V červnu 2022 byla Outspace spuštěna jako otevřená beta verze (open beta). Hra je zdarma, přičemž nabízí možnost využít prémiový účet v rámci freemium modelu.

## Hratelnost

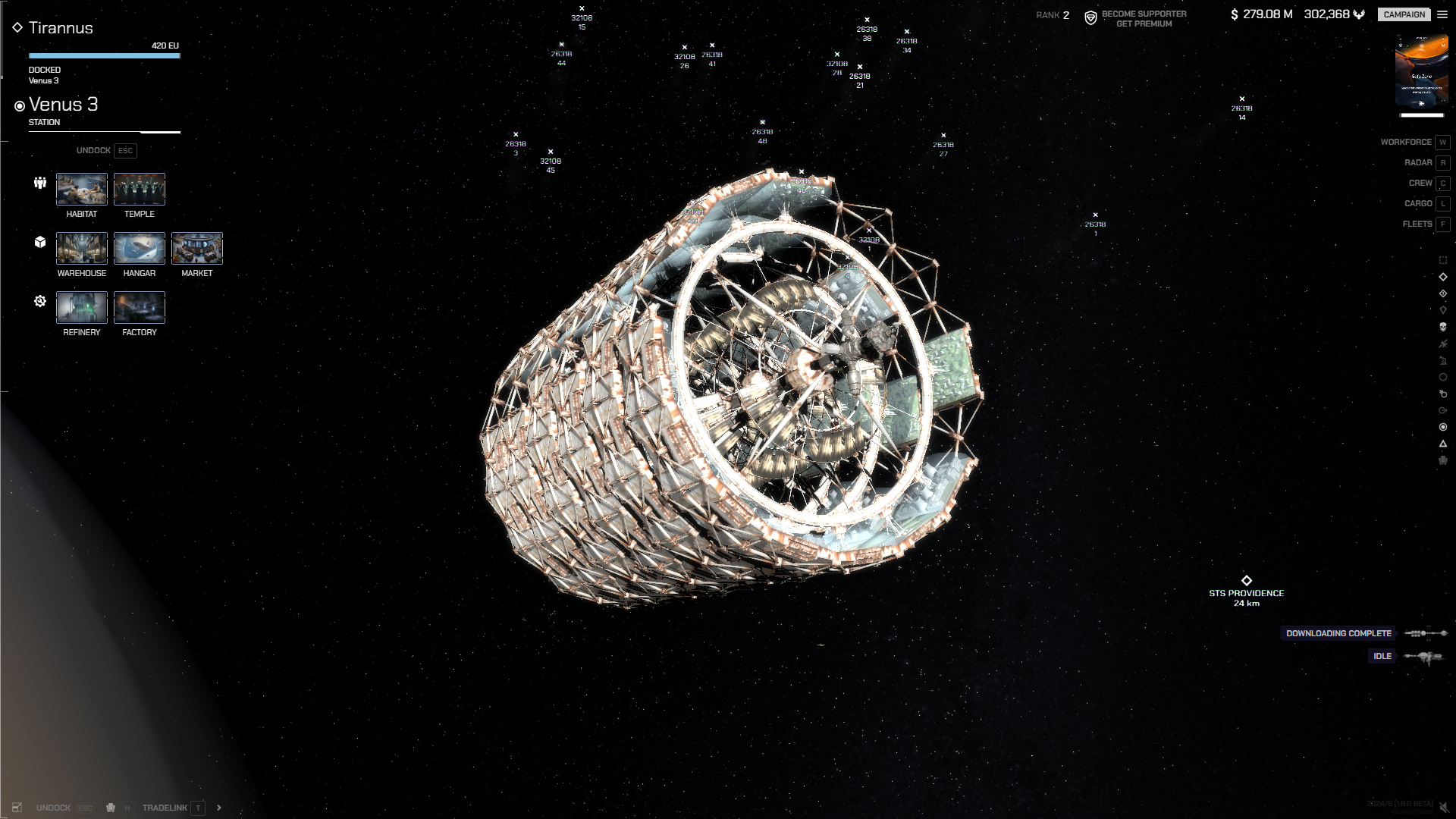
Outspace game - gameplay screenshot 2025

Svět Outspace se odehrává v alternativním vesmíru, kde hráči budují vlastní kosmické korporace, těží suroviny a staví vesmírné stanice. Hlavní herní mechanika klade důraz na spolupráci hráčů proti společnému nepříteli, nikoliv PvP konflikty.
Příběh hry začíná opuštěním Země, kterou zamořila záhadná látka devastující lidstvo a vyvolávající mutace. Malé skupiny přeživších uprchly do kosmu, kde přežívaly po generace. Kontakt se Zemí byl ztracen a lidská populace se rozšířila do dalších částí sluneční soustavy.  Přežití lidí je závislé na recyklaci biomasy, která je klíčovou komoditou omezující velikost kolonií.
Technologický pokrok spočívá v objevování zapomenutých lidských technologií, ukrytých v kosmickém prostoru.
Hráči mohou také využívat karty představující unikátní herní předměty a postavy, které lze obchodovat na herním trhu.

## Herní mechaniky (k prosinci 2024)
- Budování vesmírných základen, unikátní systém sdílení stanic mezi hráči.
- Pět hvězdných systémů.
- Společné bitvy proti nepřátelským bosům.
- Ekonomiku řízenou hráči.
- Craftování a směna karet.
- Ovládání jednotek ve stylu RTS pomocí systému Point-and-Click

## Vývoj
Vývoj začal v roce 2014 s cílem vytvořit simulaci kosmické společnosti, původně pod názvem Exospace  .

## Blockchain
Hra nevyužívá blockchain. V roce 2023, během spuštění beta verze, byl vydán omezený počet sběratelských karet na blockchainu Ethereum pro podporovatele a první hráče. Tyto karty mají pouze kosmetický charakter a odpovídají běžným kartám získatelným hraním. NFT karty nejsou nabízeny a neovlivňují herní mechaniky, včetně těch stávajících ve hře .